# Västlig fingerfliksmossa
Västlig fingerfliksmossa (Kurzia trichoclados) är en levermossart som först beskrevs av K. Müll., och fick sitt nu gällande namn av Riclef Grolle. Västlig fingerfliksmossa ingår i släktet fingerfliksmossor, och familjen Lepidoziaceae. Enligt den svenska rödlistan är arten sårbar i Sverige. Arten förekommer i Svealand och Nedre Norrland. Artens livsmiljö är skogslandskap, våtmarker.